# Emirat de Tulàytula
L'emirat de Tulàytula, conegut com a taifa de Toledo o regne islàmic de Toledo, va ser una de les taifes de l'Àndalus, que posteriorment passaria a ser part del regne de Castella. La seva història fins a la seva ocupació és significativa com exponent dels mètodes emprats pels reis cristians i de les dificultats musulmanes. Sorgeix de la descomposició del califat de Còrdova el 22 de juliol de 1035.

## Antecedents
Els musulmans van desembarcar el 711 a Gibraltar i poc després van vèncer els visigots a la batalla de Guadalete, per arribar la primavera de 714 a la vall de l'Ebre, un cop assegurada la rereguarda sotmetent Corduba, Spali, Mèrida i Tulaytula.
Abd-ar-Rahman III, proclamat califa de Còrdova en 929, va exigir submissió total als senyors dels thaghrs, entre aquests la frontera superior d'ath-Thaghr al-Àwsat (‘marca mitjana’). A principis del segle xi la situació a l'Àndalus era tremendament convulsa: s'estava lluitant la fitna, una guerra civil, i les províncies van aprofitar la situació per establir la seva independència.

## Història
Ismaïl adh-Dhàfir va ser el primer monarca d'aquest emirat des del 1023 fins al 1043, lluitant contra la República de Qurtuba per a mantenir la seva independència. Després va regnar Yahya ibn Ismaïl al-Mamun, que sol·licità l'ajuda de Ferran I de Castella contra Sulayman ibn Muhàmmad Ibn Hud de l'Emirat de Saraqusta; vint anys més tard, els toledans, atacats per Ferran I, compren la seva tranquil·litat mitjançant el pagament de paries. Quan Abd-al-Màlik al-Mudhàffar de València fou atacat pels castellans va preferir demanar auxili als toledans abans que acceptar el control castellà, però Yahya ibn Ismail al-Mamun només es va limitar a deposar el valencià i a unir ambdós regnes el 1064, amb la permissivitat de Ferran I.
Toledans i sevillans aspiraven a unir als seus dominis l'antiga capital del califat, que després del fracassat setge toledà serà agregada a la Taifa de Sevilla el 1070. El nou rei, Alfons VI de Lleó, va seguir una política de suport a tots contra tots en el seu exclusiu benefici: amb l'ajuda d'al-Mútamid de Sevilla va derrotar el 1074 al granadí Abd-Al·lah ibn Bulugguín i li va obligar a pagar paries, al mateix temps que donava suport a Iaia I al-Mamun perquè ocupés el Regne de Còrdova el 1075.
Yahya I es va convertir així en el rei més important de la Taifa de Toledo, annexionant-se la Còrdova i Balànsiya. En 1075 va ser enverinat a Còrdova, assumint el regnat el seu net Yahya al-Qadir, que el 1075 es va considerar prou fort en els seus dominis de Toledo—Còrdova—València com per a prescindir del rei lleonès i va expulsar de Toledo als partidaris de la col·laboració—submissió amb els cristians; però aquests van provocar una revolta a València, que es va declarar independent sota el comandament d'al-Aziz, i la taifa de Toledo, sense el suport de Castella i Lleó, va perdre les terres cordoveses el 1077, així com les províncies del sud de la regió, i va veure's atacat per al-Mutawàkkil de Badajoz.
Al-Qadir es va veure, doncs, forçat a demanar novament ajuda castellana i amb ella es va alienar el suport d'una gran part de la població: d'una banda estaven els musulmans, que eren partidaris d'una ruptura de l'aliança amb Castella i Lleó, i un acostament als altres regnes musulmans, i per un altre, els mossàrabs i jueus, partidaris de l'aliança amb Castella i, fins i tot de l'annexió.
Així Al-Mutawàkkil de Badajoz va entrar en la ciutat el 1080, mentre Al-Qadir es refugiava a Conca. Va recuperar el tron l'any següent, ja que Alfons VI va ajudar-lo a recuperar les terres toledanes i valencianes en canvi de què València fos para Al-Qadir i Toledo per a Alfons.
Davant aquest acord, els toledans oposats a la col·laboració d'Alfons amb Al-Qadir van sol·licitar el suport d'al-Múqtadir de Saragossa, al-Mútamid de Sevilla i al-Mutawàkkil ibn al-Aftas de Badajoz; mentre l'altra part de la població, cansada de les contínues guerres, acceptava el lliurament de Toledo a Alfons, sempre que aquest simulés prendre-la per la força, per a evitar que els toledans fossin acusats de trair la causa musulmana, conscients de la pèrdua de prestigi que suposaria per l'islam la cessió de Toledo.
El cèrcol de la ciutat no va impedir a Alfons VI atacar les taifes de Saragossa, Balansiya i Sevilla, i el 1085, després de quatre anys de setge, Toledo es rendia pacíficament el 6 de maig després d'obtenir garanties els musulmans que es respectarien les seves persones i béns i que se'ls permetria seguir en possessió de la mesquita major. Per la seva banda, els toledans es comprometien a abandonar les fortaleses i l'alcàsser. El 25 de maig del mateix any Alfons VI va entrar a la ciutat.
En aquell moment, el regne de Lleó, considerat l'hereu del Regne Visigot de Toledo, era més poderós que el de Castella, i tenia la intenció de recuperar per a si la capital de l'antic regne. En aquest regne es va aplicar la legislació de caràcter romano-visigòtic, vigent a Lleó i diferenciada de la de Castella, basada en les comunidades de villa y tierra, que es va poder aplicar en aquelles zones de l'antiga taifa, on el poder de l'església era menys fort.
Després de la conquesta d'aquesta Taifa, la Corona de Castella va passar a ser més poderosa i va donar motiu a la inversió de forces entre cristians i musulmans a la península Ibèrica.

## Llista de governants
- Hixam al-Atiki, cap 831-837
- Abd al-Raf, valí 837-853
- Lobia ibn Musa, vali i cap 853-859
- Muhàmmad, valí 859-870
- Abd-Al·lah ibn Lobia, cap 870-886
- Kalib ibn Umar, cap militar 886
- Úmar ibn Hafsun, emir 886-917
- Kalib ibn Umar, emir 917-918
- Jàfar ibn Kalib, emir 918-919
- Sulayman ibn Kalib, emir 919-927
- valís omeies 927-1009
- Ubayd-Al·lah ibn Muhàmmad, 1009-1010
- Muhammad ibn Hixam, Wàdih, cap militar 1010-1011
- Abu-Bala Ya'is ibn Muhàmmad
- Ibn Massarra
- Muhàmmad ibn Jaix al-Assadí
- Abu-Bakr Jayx ibn Muhàmmad
- Said ibn Shanzir
- Àhmad ibn Said
- Abd-ar-Rahman ibn M.n.y.w.h (les vocals no es coneixen, a vegades se l'esmenta com Ibn Matiyo)
- Abd-al-Malik ibn Abd-ar-Rahman
- Abd-ar-Rahman ibn Dhi-n-Nun, senyor de Santaver des de 1009 a 1023, i Abu Bakr ibn al-Hadidi governant a Toledo
- Ismail ibn Dhi-n-Nun adh-Dhàfir, emir a Santaver 1023-1029 i a Toledo 1029-1043
- Yahya ibn Ismaïl al-Mamun, emir a Toledo 1043-1075
- Yahya ibn Ismaïl ibn Yahya al-Qàdir, emir a Toledo 1075-1079
- Hixam ibn Yahya al-Zafar al-Qadir Billah, emir a Toledo 1079
- Al-Mutawàkkil ibn al-Aftas, emir de Badajoz i de Toledo 1079-1081
- Yahya ibn Ismaïl ibn Yahya al-Qàdir, emir a Toledo per segona vegada 1081-1085

- integració a la Corona de Castella el 25 de maig de 1085. El regne va continuar a València fins al 1092.

## Localització actual
A grans trets el Regne o Taifa de Toledo coincideix amb les províncies de Toledo, Ciudad Real, el nord d'Albacete, Càceres, Guadalajara i Madrid.